# 23436 Алекфурсенко
23436 Алекфурсенко (1982 UF8, 1982 VU6, 1982 VZ10, 1987 QP2, 1999 XD167, 23436 Alekfursenko) — астероїд головного поясу, відкритий 21 жовтня 1982 року.
Тіссеранів параметр щодо Юпітера — 3,173.